# Altait
Altait, även känt som blytellurid, är ett gul-vitt mineral med en isometrisk kristallstruktur och den kemiska sammansättningen PbTe med 61,89 procent bly och 38,11 procent tellur. Altait íngår i galenagruppen av mineraler eftersom den delar många av galenas egenskaper. Altait har en ovanligt hög densitet för ett ljust mineral och klassificeras tillsammans med andra sällsynta tellurider i sulfidmineralklassen (Dana-klassificering).
Altait hör till de mineral vars kristallstruktur, spaltning och flera andra egenskaper liknar blyglans men altait har betydligt högre relativ densitet (8,2–8,3). Mohs hårdhet är 2,5–3. Altait uppvisar metallglans och perfekt spaltning i tre riktningar.

## Förekomst
Altait upptäcktes 1845 i Altajbergen i Centralasien. Förutom vid denna fyndort har altait även upptäckts bland annat i Zyryanovsk i Kazakstan, Ritchie Creek-depositionen i Price County, Wisconsin; Koch-Bulak guldfyndigheten i Kazakstan; Moctezuma, Mexiko; och Coquimbo, Chile bland andra platser.